# Laadla
Laadla est un village d'Estonie situé dans la commune de Torgu du comté de Saare.